# Pseudolimnophila (Pseudolimnophila) polytila
Pseudolimnophila (Pseudolimnophila) polytila is een tweevleugelige uit de familie steltmuggen (Limoniidae). De soort komt voor in het Afrotropisch gebied.